# Aragonit
Aragonit là một dạng khoáng vật nhóm cacbonat. Nó và khoáng vật calcit là hai dạng phổ biến nhất, có nguồn gốc tự nhiên của cacbonat calci, CaCO3. Mạng tinh thể của aragonit khác với mạng tinh thể của calcit, kết quả là hình dạng tinh thể khác hẳn, đó là một hệ thống hình thoi trực tâm với các tinh thể hình kim. Bằng cách cặp đôi tinh thể lặp lại thì nó tạo ra dạng giả lục giác. Nó có thể là hình trụ hay dạng sợi, thỉnh thoảng tạo nhánh dạng vú đá gọi là flos-ferri (hoa sắt) do sự liên kết của chúng với quặng tại mỏ sắt Carthinia. Khu vực điển hình của aragonit là Molina de Aragón (Guadalajara, Tây Ban Nha), cách Aragon khoảng 25 km. Một hang động toàn aragonit là hang Ochtiná Aragonit) tại Slovakia. Tại Hoa Kỳ, aragonit dạng vú đá có tại hang Carlsbad.

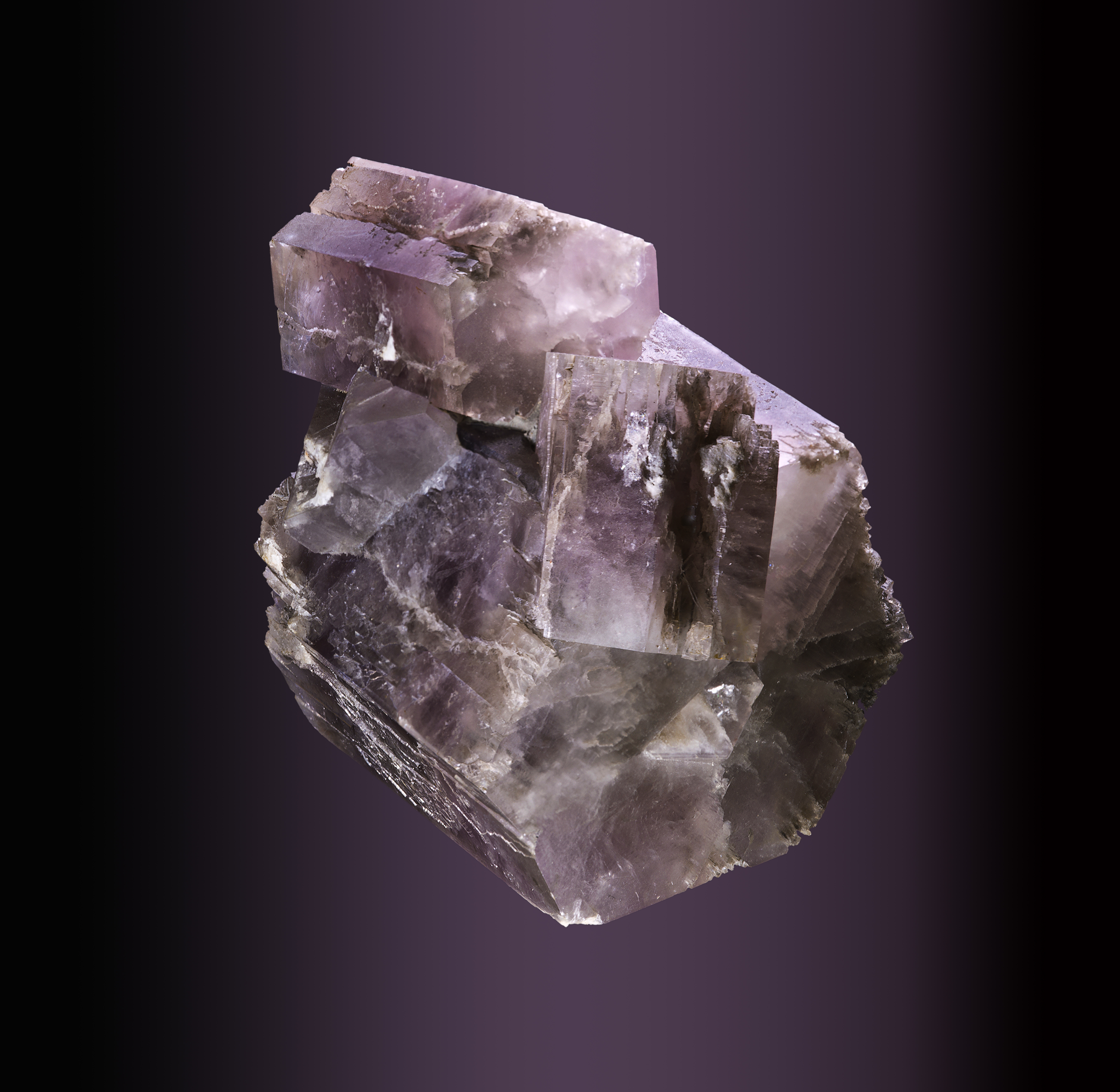
Tinh thể aragonit tại Aragon, Tây Ban Nha.

Aragonit tạo thành dạng tự nhiên ở gần như phần lớn các mai, vỏ của động vật thân mềm. Do sự tích lũy khoáng chất tại mai động vật thân mềm được kiểm soát sinh học rất mạnh nên một số dạng tinh thể là khác biệt với các dạng tinh thể aragonit nguồn gốc vô cơ. Ở một số động vật thân mềm, toàn bộ mai là aragonit; ở những loài khác, aragonit tạo thành các bộ phận rời rạc của lớp mai hai khoáng chất (aragonit và calcit). Aragonit cũng được tạo thành trong lòng đại dương và trong các hang động dưới dạng các chất vô cơ kết tủa, được gọi tương ứng là xi măng đại dương và speleothem. Lớp xà cừ các mai, vỏ hóa thạch chứa aragonit của một số dạng cúc (ngành Mollusca, phân lớp Ammonodea) đã tuyệt chủng tạo thành một loại vật liệu óng ánh gọi là ammolit. Ammolit chủ yếu là aragonit với một ít tạp chất làm cho nó óng ánh và như thế nó có giá trị như một loại đá quý.
Aragonit là không ổn định về mặt nhiệt động lực học ở điều kiện tiêu chuẩn, và có xu hướng biến đổi thành calcit trong khoảng thời gian cỡ 10 đến 100 triệu năm.